# Большаков, Венедикт Дмитриевич
Венедикт Дмитриевич Большаков — советский хозяйственный, государственный и политический деятель.

## Биография
Родился в 1931 году в Ивановской области. Член КПСС.
С 1954 года — на хозяйственной, общественной и политической работе. В 1954—1991 гг. — начальник смены, начальник энергоцеха на Кировском заводе обработки цветных металлов, мастер, начальник цеха, главный энергетик завода, секретарь партийного комитета Калининского вагоностроительного завода, первый секретарь Заволжского райкома КПСС города Калинина, начальник Калининского областного управления бытового обслуживания, член Ассоциации Тверских землячеств.
Делегат XXV съезда КПСС.
Умер в 2017 году.